# Martock
Martock is een civil parish in het bestuurlijke gebied South Somerset, in het Engelse graafschap Somerset met 4766 inwoners.